# وسام الفيرماخت للخدمة الطويلة
وسام الفيرماخت للخدمة الطويلة (بالألمانية: Wehrmacht-Dienstauszeichnung)‏ كان وسام خدمة عسكرية لألمانيا النازية صدر لإنجاز مرض لعدد من السنوات في الخدمة العسكرية. في 16 مارس، 1936، أمر أدولف هتلر بتأسيس جوائز الخدمة على أن تُمنح في أربع درجات. بعد ذلك، في 10 مارس، 1939، تم تقديم جائزة الخدمة لمدة 40 سنة .